# Brauerei Eisenach

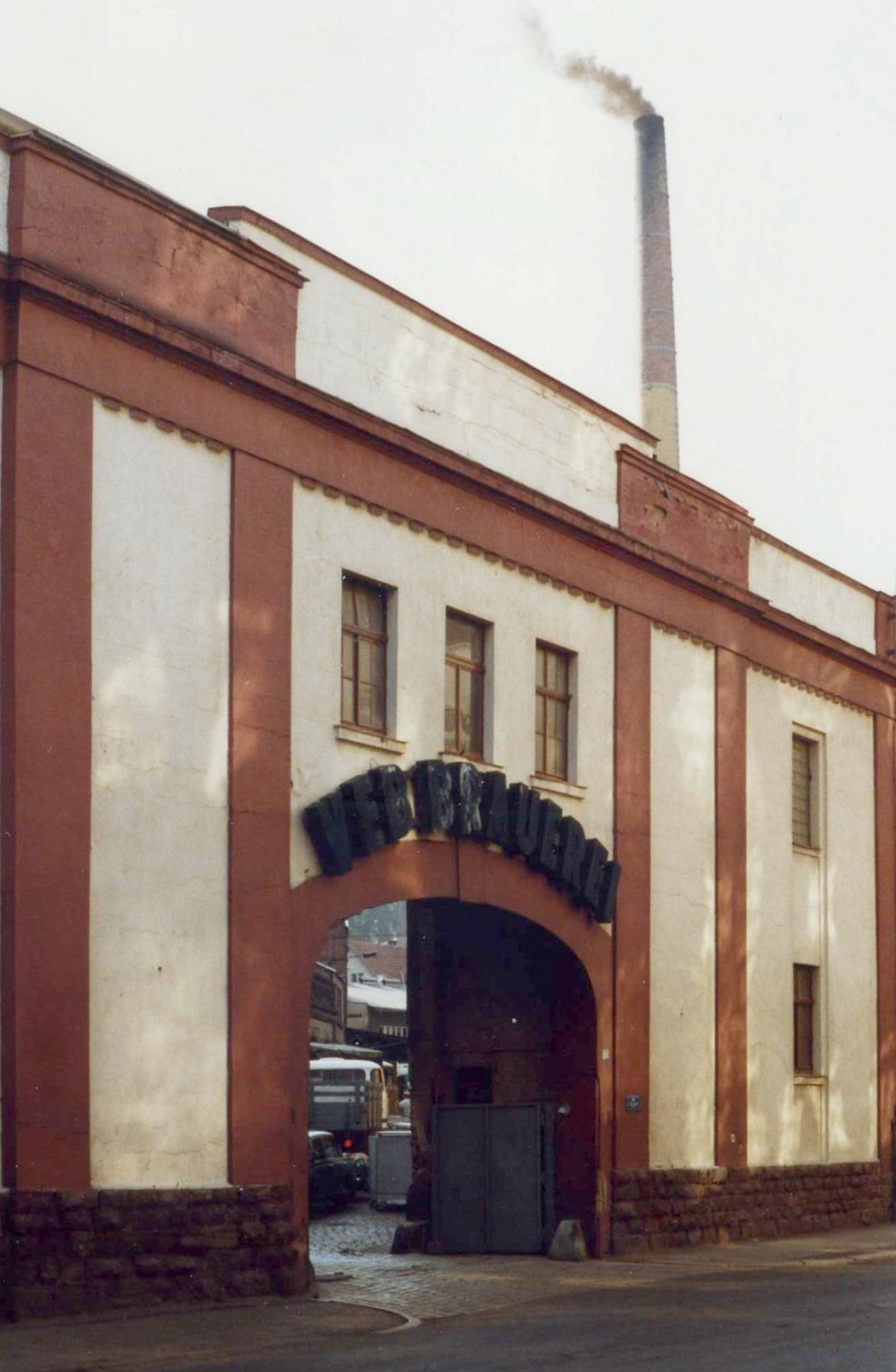
Werkstor der Brauerei Eisenach, 1989

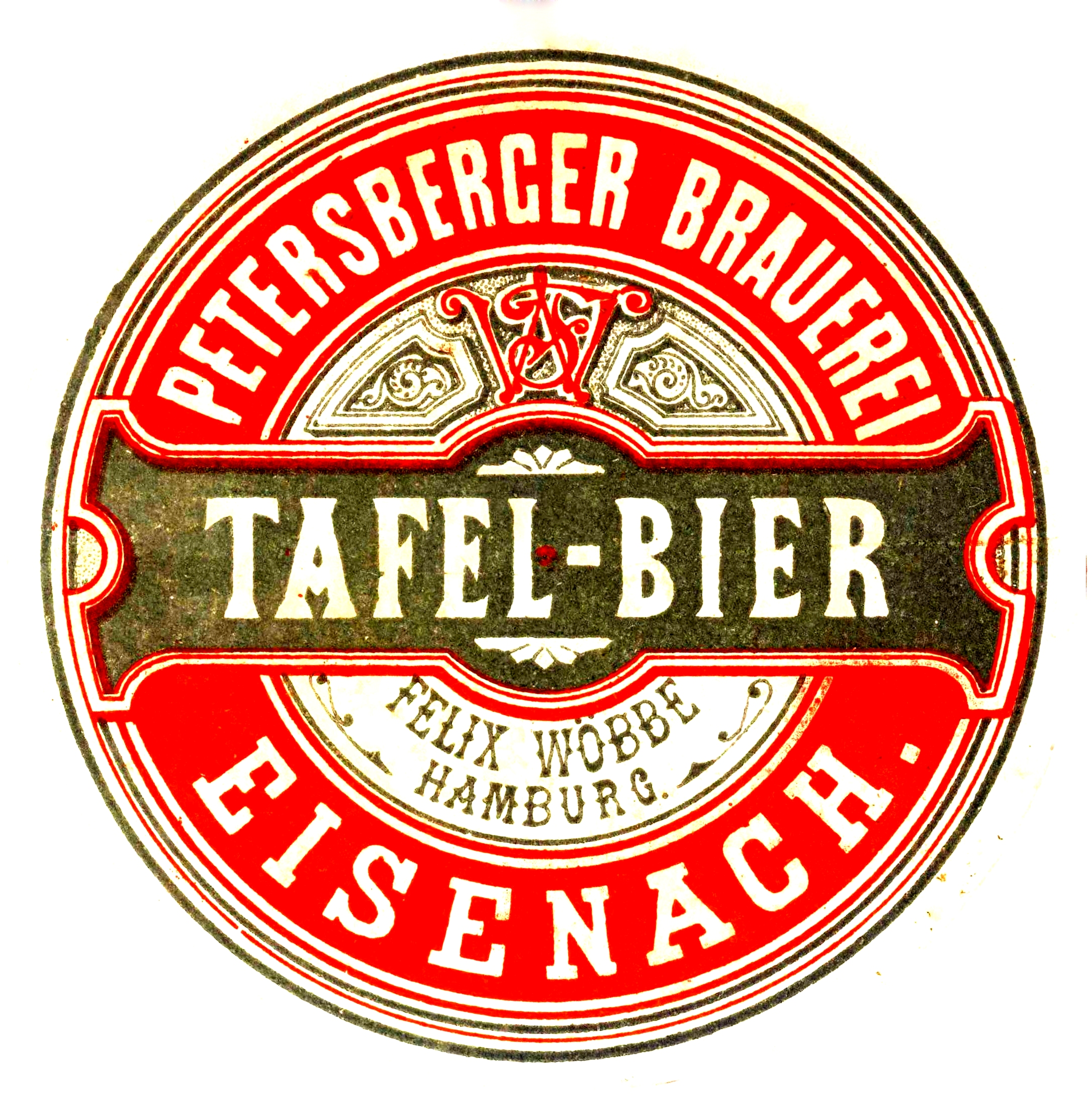
Bierdeckel der Petersberger Brauerei Eisenach, um 1885, weltweit einer der ersten Papp-Bierdeckel

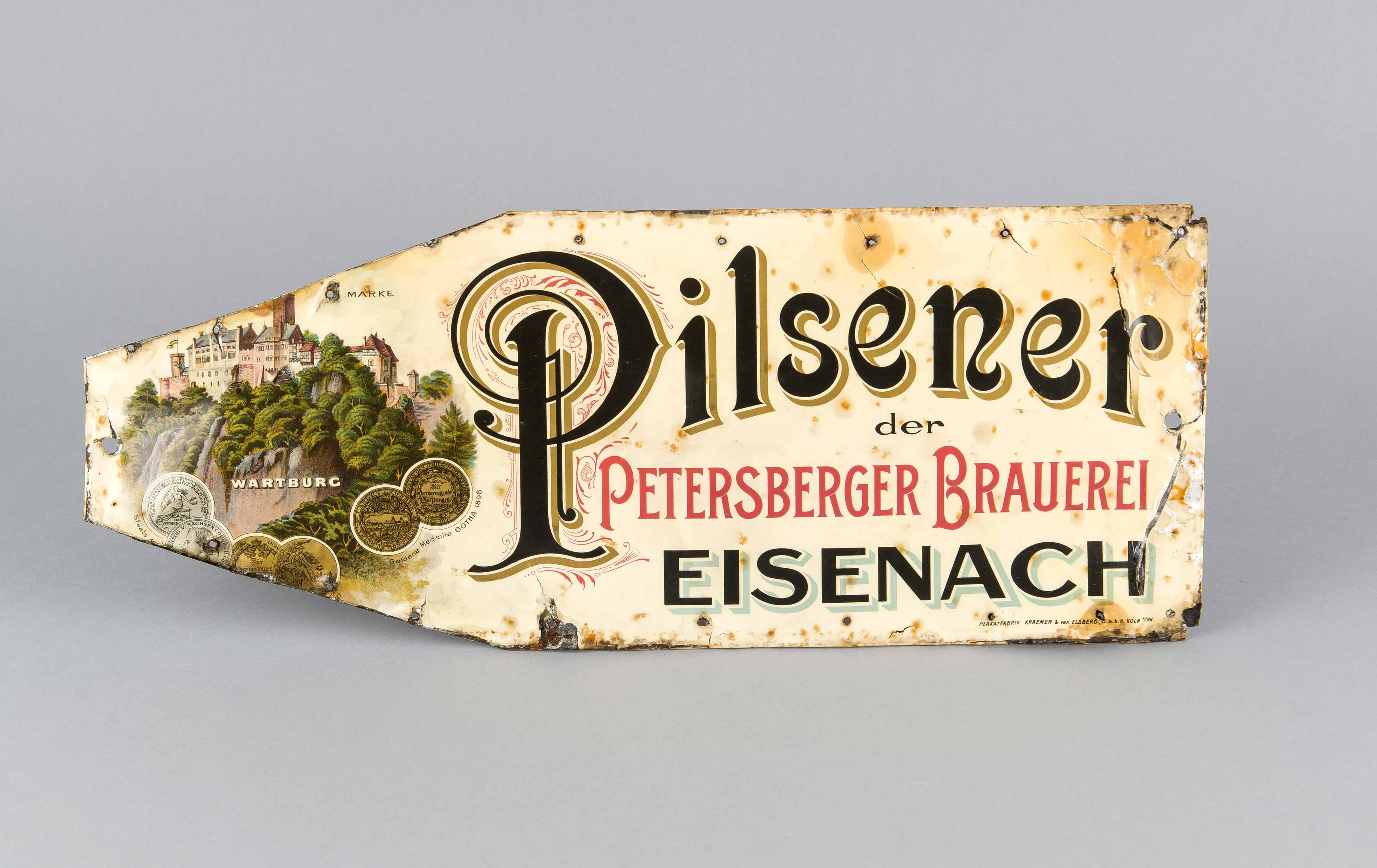
Reste eines Werbeschildes der Petersberger Brauerei Schuchard-Erbslöh, Eisenach um 1880

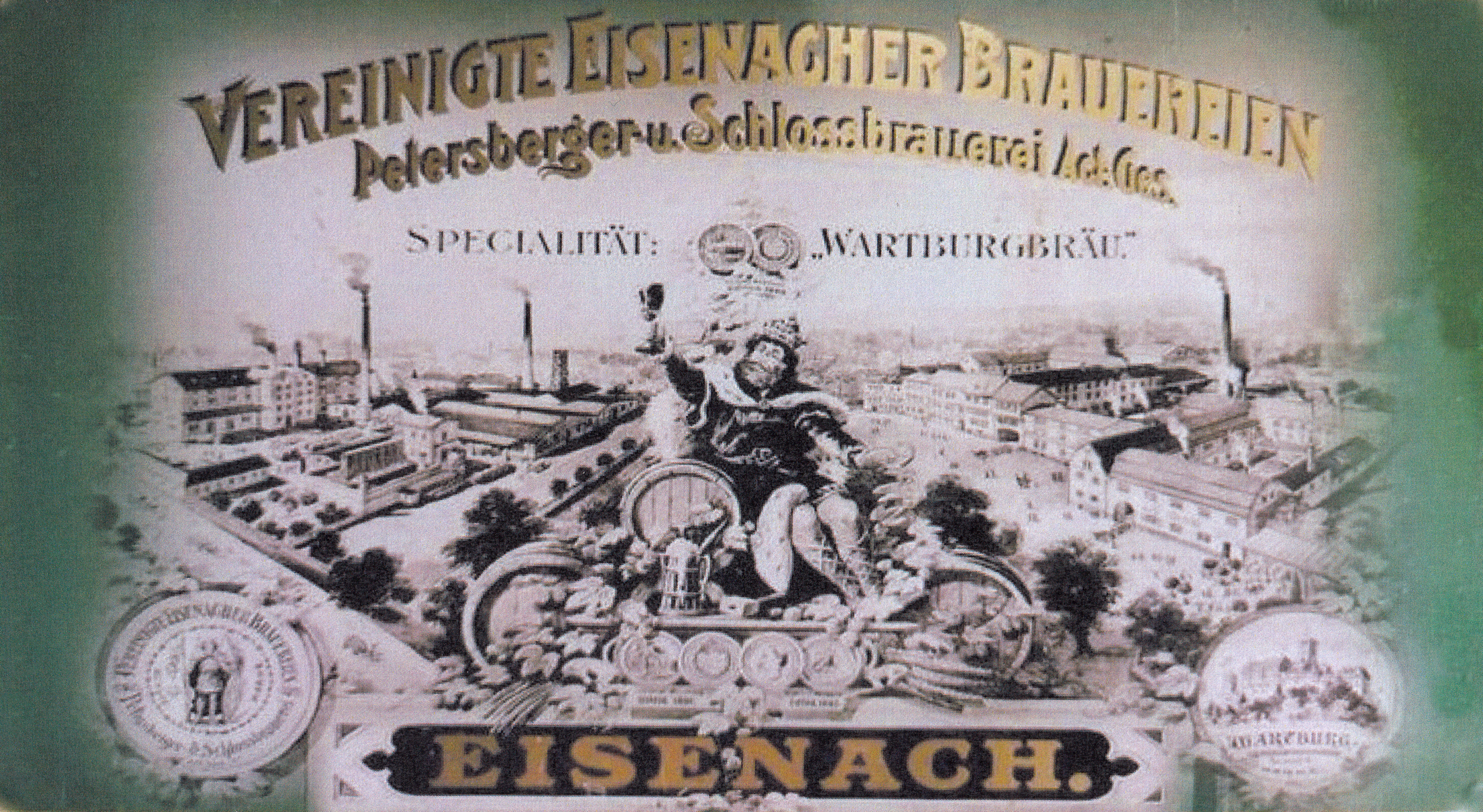
Anzeige der Vereinigten Eisenacher Brauereien, um 1898

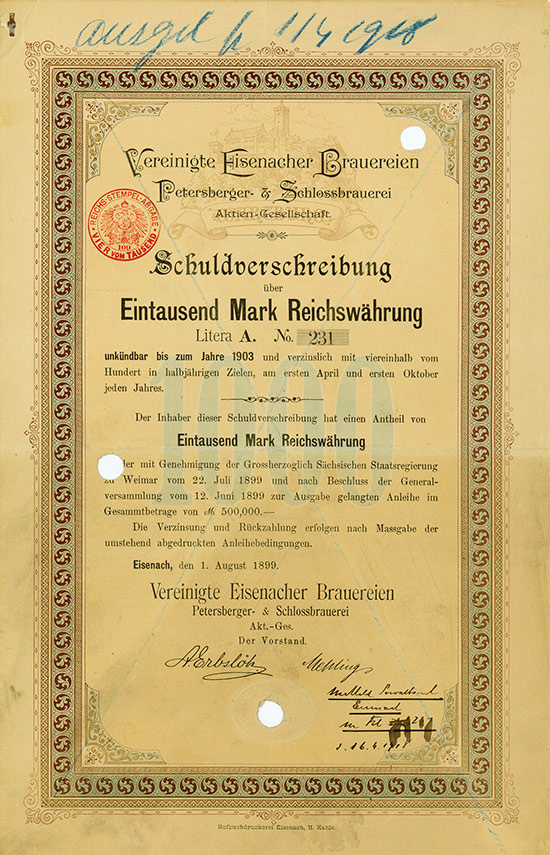
Aktie der Vereinigten Eisenacher Brauereien, Erbslöh 1899

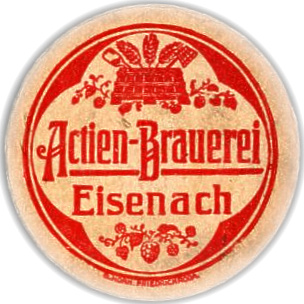
Bierdeckel der Actien-Brauerei Eisenach

Die Brauerei Eisenach war eine Brauerei, die aus einem Zusammenschluss verschiedener Brauereien entstand und zuletzt in einem heute denkmalgeschützten Gebäudekomplex in Eisenach in Thüringen untergebracht war.

## Geschichte der Brauerei
Schon im Mittelalter wurde im Großraum Eisenach Hopfen angebaut. Das seit dem 13. Jahrhundert bestehende Stiftsbrauhaus am Frauenplan wurde 1525 zum fürstlichen Brauhaus umgewandelt, ging 1610 in das Eigentum der Stadt Eisenach über und war, mit Unterbrechungen, bis 1839 in Betrieb. 1828 gab es in Eisenach 244 Brauberechtigte, die gemeinsam einen Felsenkeller zur Bierlagerung errichteten und damit die Eisenacher Brauerei begründeten. Nachdem die Privilegien der Brauhöfer weggefallen waren, wurde eine Braugenossenschaft gegründet. 1840 begann die Genossenschaft mit der Errichtung eines Malzhauses und zentraler Brauereigebäude neben dem alten Felsenkeller.

### Schlossbrauerei
Die Schlossbrauerei kann ihre Entstehung auf das Jahr 1635 zurückführen. In deren Mauern befand sich zuvor das frühere Barfüßer- oder Franziskaner-Kloster, dessen Schule Martin Luther von 1498 bis 1501 unter Rektor Trebonius als Schüler besuchte. In der Reformationszeit wurde dieses Kloster – wie alle Klöster Eisenachs – enteignet und anderen Zwecken zugeführt. Das Barfüßer-Kloster wurde in eine Brauerei, genannt Schlossbrauerei, umgewandelt, die bis 1839 im Eigentum der herzoglichen Kammer war und danach an eine Bürgervereinigung verkauft wurde.

### Petersberger Brauerei Erbslöh
1872 wurde mit völlig neu errichteten Fabrikgebäuden am Eisenacher Petersberg die „Petersberger Brauerei“ gegründet. Bauherren waren der aus Barmen stammende Kaufmann und nachmalige Großherzoglich Sachsen-Weimar-Eisenachische Kommerzienrat Albert Erbslöh sowie der Onkel seiner Ehefrau, Alexander Schuchard, in deren Privatbesitz sich die Brauerei bis 1892 befand. Die Fabrikgebäude wurden 1939 verkauft und in den 1970er Jahren zugunsten der Errichtung eines Neubaugebietes abgerissen.

### Vereinigte Eisenacher Brauereien
1892 schloss sich Erbslöh mit der „Schlossbrauerei“ als Vereinigte Eisenacher Brauereien, Petersberger und Schloßbrauerei AG zusammen, wobei er dieser neuen Gesellschaft bis zu seinem Tode vorstand. 1904 betrug das Aktienkapital der Firma 1.000.000 Mark gegenüber einer Jahresproduktion von 50–60.000 Hektoliter Bier.
Die sich in Thüringen großer Beliebtheit erfreuenden Biersorten „Wartburgbräu“, dunkel nach bayerischer, und Lagerbier nach Pilsener Art, wurden mit höchsten Auszeichnungen versehen, so 1893 in Gotha mit der Staatsmedaille, bei der Sächsisch-Thüringischen Ausstellung in Leipzig 1897 mit der Goldmedaille, 1898 bei der Gothaer Jubiläums-Gewerbeausstellung ebenfalls mit dem ersten Preise, der Goldmedaille, 1904 mit der Goldenen Medaille und dem Ehrenkreuz Wien sowie mit der Goldmedaille der Weltausstellung in St. Louis, USA.
Nach dem Tod von Albert Erbslöh und seiner Ehefrau wurden die Vereinigten Eisenacher Brauereien 1918 in die Aktienbrauerei Eisenach überführt.

### Aktienbrauerei Eisenach
Im März 1874 wurde auf einer Generalversammlung der Eisenacher Brauerschaft beschlossen, die Brauerschaft in eine Aktiengesellschaft umzuwandeln. Am 15. Juli 1874 wurde die Vereinsbrauerei gegründet, welche 1886 in die Aktienbrauerei Eisenach umbenannt wurde. Ab 1914 wurde das Bier der Aktienbrauerei unter dem Namen Wartburg-Bier als geschützte Marke vertrieben.
In der Folgezeit übernahm die Aktienbrauerei einige andere Brauereien, so 1918 die Vereinigten Eisenacher Brauereien, 1921 die Brauerei Zinn aus Berka an der Werra, 1924 die Bierbrauerei W. Engelhard aus Bad Hersfeld sowie 1929 die Kloster-Aktien Bierbrauerei Bad Salzungen

### Nach dem Zweiten Weltkrieg
Nach dem Zweiten Weltkrieg wurde die Aktienbrauerei 1948 durch Befehl Nr. 64 der Sowjetischen Militäradministration enteignet und in einen Volkseigenen Betrieb (VEB) überführt. Dieser wurde 1969 Teil des VEB Getränkekombinate Erfurt und nach der Wende 1990 als Eisenacher Brauerei GmbH privatisiert. Diese meldete 2010 Insolvenz an.
Ein ortsansässiger Investor erwarb die Brauerei und brachte als Wartburg Brauerei Eisenach GmbH ab 2011 wieder Biere der Marke Eisenacher auf den Markt. Diese werden seit 2012 von anderen Brauereien im Lohnbrauverfahren gebraut. Die Bierproduktion in Eisenach wurde eingestellt.

## Brauereigebäude
Die zwischen 1825 und 1914 errichteten Brauereigebäude befinden sich mit Ausnahme der Gebäude der Petersberger Brauerei im Südviertel von Eisenach unterhalb des Stadtparks an der Wartburgallee gegenüber dem Ernst-Abbe-Gymnasium. Älteste Gebäude sind der 1828 errichtete Eiskeller und das dreistöckige Fachwerkgebäude der Mälzerei, die vor 1850, wohl im Jahr 1839, errichtet wurde. Die übrigen, den Brauereihof umgebenden Bauwerke entstanden als Massivbauten in Ziegelbauweise. Das 1908 errichtete Sudhaus mit seinen markanten Kupferkesseln aus dem Jahr 1911 gilt als Wahrzeichen der Brauerei. Der Gär- und Lagerkeller wurde 1962 rekonstruiert. Jüngstes Bauwerk ist eine Lagerhalle am südlichen Hofende aus der Zeit 1993/94.
Das als Kulturdenkmal ausgewiesene Brauereigelände dient heute in erster Linie als Veranstaltungsort. So finden hier unter anderem seit 1993 jährlich das Hopfenfest und ein Nutzfahrzeugtreffen statt. Das Sudhaus war 2006 Kulisse einer Episode der Fernsehserie Familie Dr. Kleist.
Im März 2015 wurde der östliche Teil der historischen Bebauung entlang der Mauer zum Stadtpark abgerissen, um Platz für Parkmöglichkeiten zu schaffen. Das Malz- und Sudhaus an der Wartburgallee sowie das Bürogebäude blieben erhalten.
Die denkmalgeschützte Immobilie der Brauerei Eisenach wird inzwischen als Kletterpark genutzt.

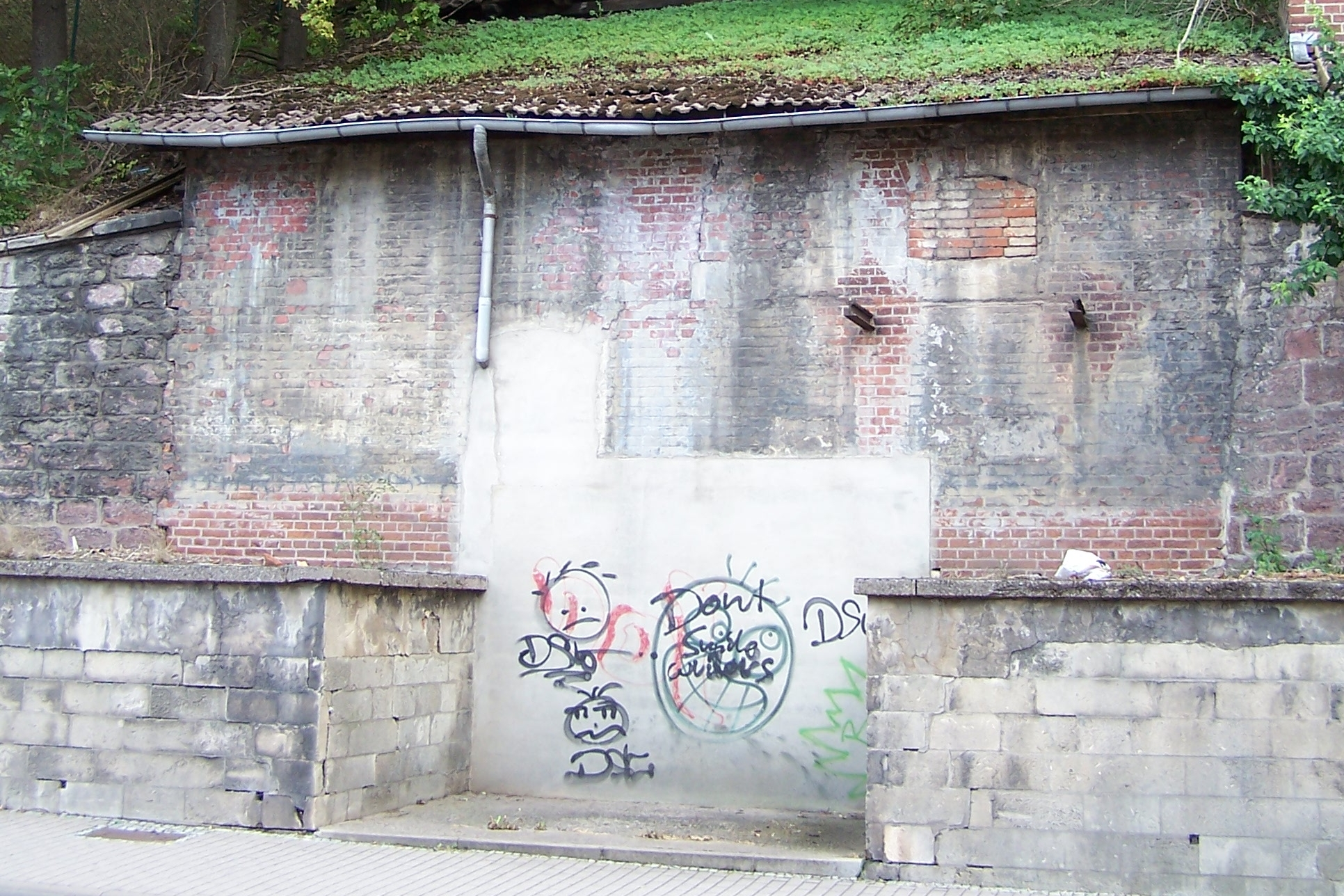
Verwahrter Zugang zum alten Felsenkeller
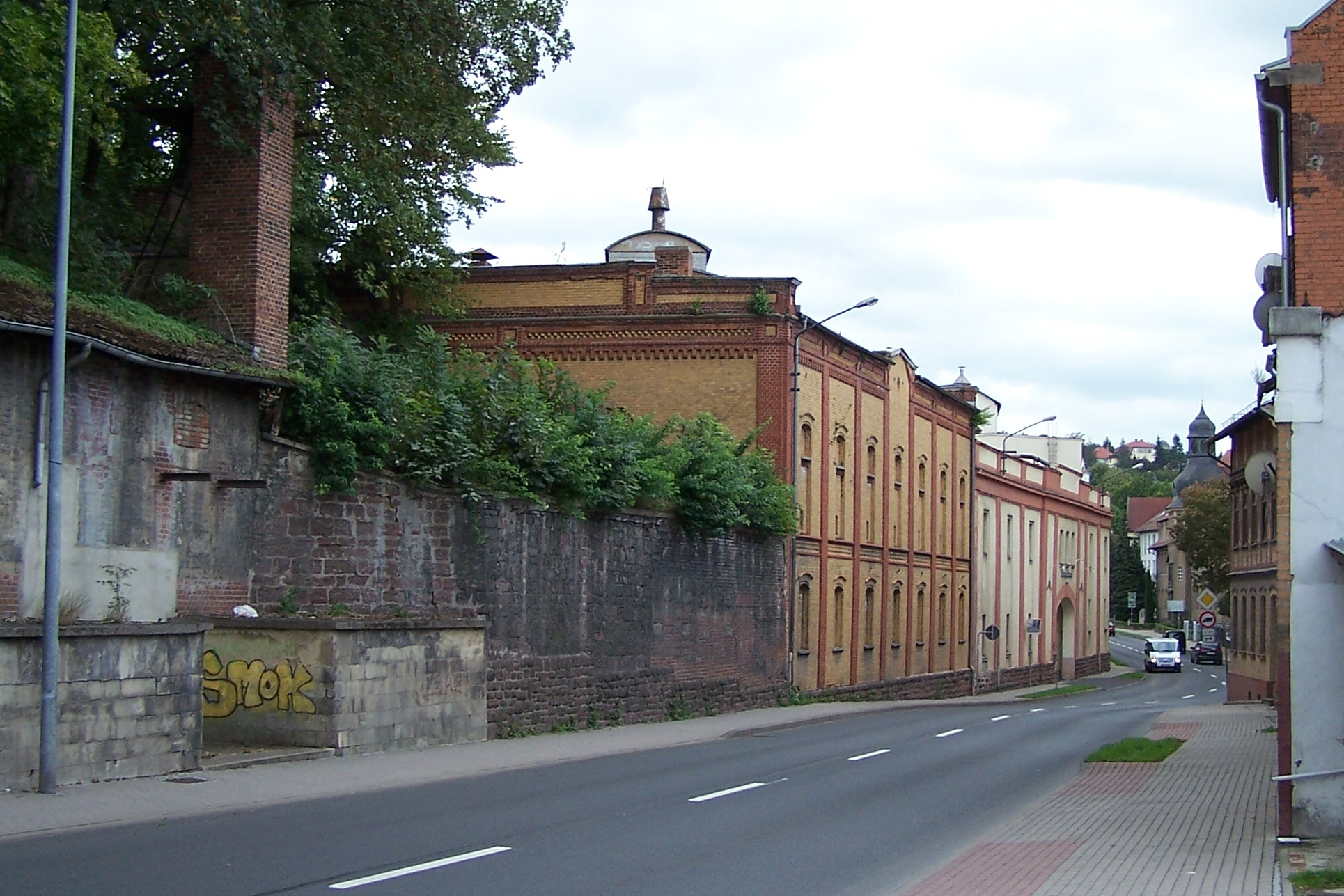
Felsenkeller und Brauerei von Norden
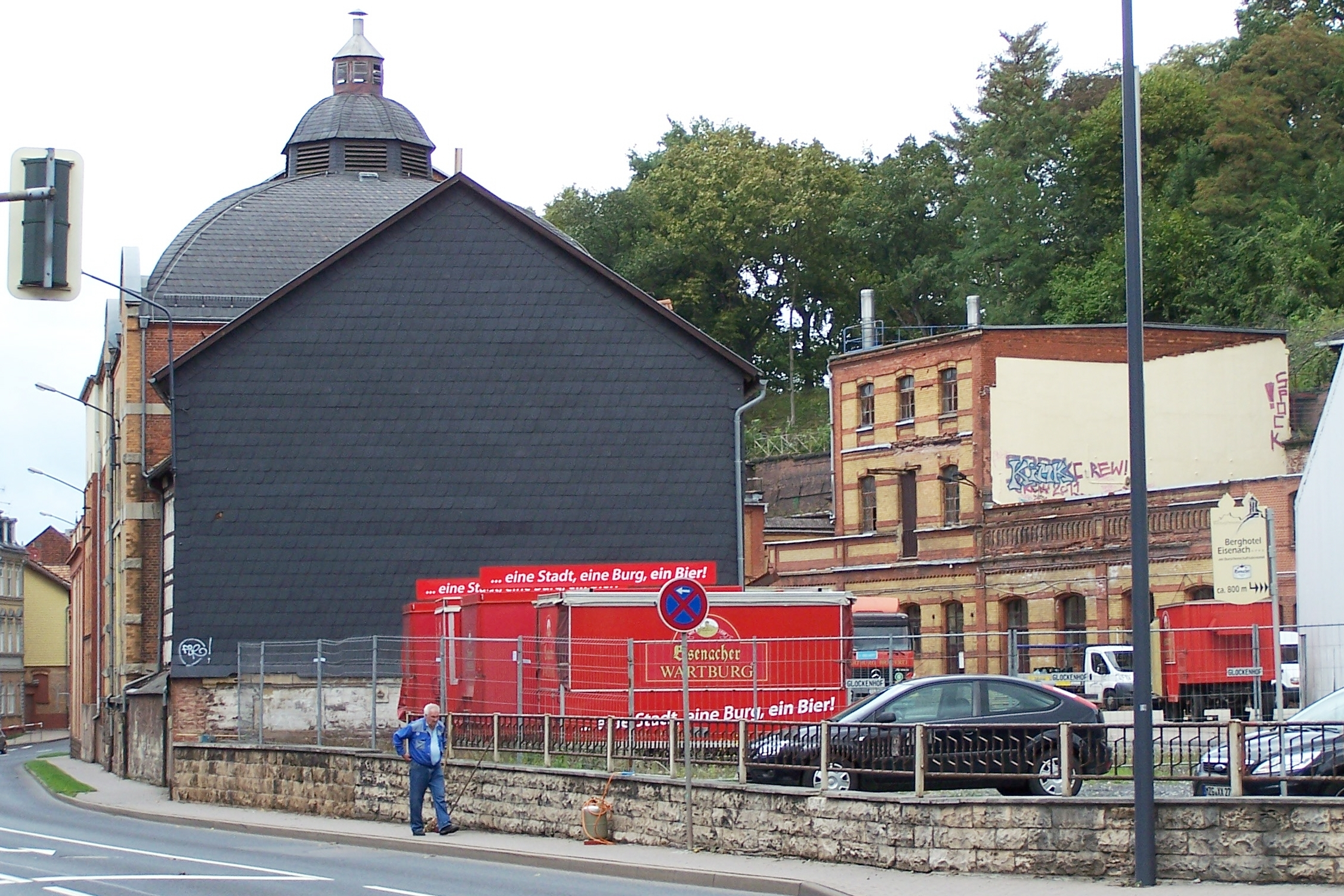
Das Brauereigelände von Süden (2011)

## Produkte nach 1945
Neben Wartburg-Pils und Wartburg-Export wurde ab ca. 1996 bis zur Insolvenz auch das Schwarzbier Schwarzer Drachen angeboten. Saisonal war auch ein Bockbier erhältlich.